# 1901 en Suisse
Chronologie de la Suisse
- 1897
- 1898
- 1899
- 1900
- 1901
- 1902
- 1903
- 1904
- 1905

Chronologie de la Suisse
1900 en Suisse - 1901 en Suisse - 1902 en Suisse

## Gouvernement au1erjanvier 1901
- Conseil fédéral[1]
  - Ernst Brenner (PRD), président de la Confédération
  - Joseph Zemp (PDC), vice-président de la Confédération
  - Eduard Müller (PRD)
  - Walter Hauser (PRD)
  - Adolf Deucher (PRD)
  - Robert Comtesse (PRD)
  - Marc-Emile Ruchet (PRD)

## Évènements
- Samedi 2 février : inauguration à Orbe (VD) de la nouvelle fabrique de chocolat Peter, fondée en 1875 à Moudon (VD).
- Dimanche 17 février : élections cantonales au Tessin. Rinaldo Simen, libéral, Luigi Colombi, libéral, Antonio Battaglini, libéral, Giorgio Casella, conservateur, et Tommaso Pagnamenta, conservateur sont élus au Conseil d’Etat lors du 1er tour de scrutin.
- Jeudi 21 février : le physicien Albert Einstein obtient la nationalité suisse, cinq ans après avoir été déchu de la nationalité allemande.

- Samedi 30 mars : inauguration de l’école de soins infirmiers de Zurich.
- Dimanche 31 mars : fondation à Berne de l'Aéro-Club de Suisse.

- 7 avril : la Suisse décide d'extrader une personne soupçonnée d'avoir pris part à l'attentat contre le roi Umberto Ier d'Italie le 29 juillet 1900. Cette décision provoque de violentes manifestations dénonçant une atteinte au droit d'asile.

- Mercredi 1er mai : ouverture de l’Alpineum de Lucerne.

- Dimanche 5 mai : le village de Vionnaz (VS) est détruit par un incendie.
- Samedi 1er juin : inauguration de l'École d'horlogerie du Sentier (VD).
- Samedi 15 juin : inauguration de la ligne de chemin de fer Neuchâtel- Berne.
- Lundi 24 juin : grève sur le chantier du tunnel du Simplon. Les ouvriers réclament une hausse des salaires. Le lendemain, le gouvernement valaisan fait intervenir la police et l'armée.

- Lundi 1er juillet : réunis à Neuchâtel, seize fabricants de chocolat fondent l’Union libre des fabricants suisses de chocolat afin de défendre ensemble les intérêts de leur secteur.
- Mercredi 3 juillet : création à Genève de l'Association pour le Bien des Aveugles et malvoyants (ABA).
- Samedi 13 juillet : festivités du 400e anniversaire de l’entrée du canton de Bâle dans la Confédération.
- Dimanche 14 juillet : mise en service de la ligne de chemin de fer Porrentruy-Bonfol (JU).
- Dimanche 21 juillet : inauguration des quais d’Ouchy à Lausanne.

- Jeudi 1er août : première distribution de courant électrique par les Services industriels à Lausanne.
- Mardi 6 août : fondation à Zofingue (AG), de la Société suisse de chimie.
- Dimanche 25 août : premier numéro de La Lutte, journal socialiste valaisan.
- Mercredi 28 août : l’écroulement d’un hôtel en construction à Bâle provoque la mort de sept ouvriers.

- Vendredi 20 septembre : inauguration du pénitencier de Regensdorf (ZH).
- Dimanche 22 septembre : la Société suisse du Grutli, association ouvrière, décide d’adhérer au Parti socialiste suisse.
- Lundi 23 septembre : fondation à Lucerne, de Caritas Suisse, par le père Rufin Steimer.

- Mercredi 25 septembre : inauguration du Musée d’ethnographie de la ville de Genève.

- Vendredi 1er novembre : mise en service d’un réseau d’approvisionnement en eau potable de la ville de Zurich, à partir de 120 sources situées dans les vallées de la Sihl et de la Lorze.
- Samedi 30 novembre : une météorite s’écrase dans le bois de la Chervettaz près de Châtillens (VD).

- Mercredi 18 décembre : mise en service du tronçon Montreux-Les Avants (VD), du Chemin de fer Montreux-Oberland Bernois (MOB).

## Décès
- 16 janvier : Arnold Böcklin, peintre, à Fiesole (Italie), à l’âge de 73 ans.

- 10 février : Giovanni Scartazzini, pasteur, spécialiste de l’œuvre de Dante Alighieri à Fahrwangen (AG).
- 22 février : Hippolyte Jean Gosse, médecin qui développa la médecine légale moderne à Genève, à Genève, à l’âge de 64 an.
- 28 février : Louis Duchosal, poète et journaliste, à Genève, à l’âge de 38 ans.
- 28 mars : Paul Chaix, géographe, à Genève, à l’âge de 92 ans.

- 12 avril : Émilie Kempin-Spyri, première femme suisse juriste et chargée de cours à l'université, à Bâle, à l’âge de 48 ans.
- 16 mai : Adolphe Hirsch, directeur de l'Observatoire de Neuchâtel, à Neuchâtel, à l’âge de 70 ans.

- 7 juillet : 
  - Johanna Spyri, écrivaine, créatrice du personnage de Heidi, à Zurich, à l’âge de 74 ans.
- Carl Burckhardt, juge, à Pratteln (BL), à l’âge de 69 ans.

- 21 septembre : Johann Adolf Stäbli, peintre, à Munich, à l’âge de 59 ans.

- 20 octobre : Karl Bürkli, pionnier du socialisme et du mouvement coopératif, fondateur de coopératives et de phalanstères, à Mettmenstetten (ZH), à l’âge de 78 ans.
- 29 octobre : Aloys Fauquez, tribun socialiste, fondateur du journal Le Grutli, à Lausanne, à l’âge de 42 ans.